# Samuel Ochoa
 Samuel Ochoa (Villamar, México, 4 de septiembre de 1986) es un futbolista mexicano nacionalizado estadounidense, juega de Delantero

## Biografía
Sus hermanos Norberto Ochoa, Jesús Ochoa y Armando Ochoa también son futbolistas.

## Selección
- Ha sido internacional con la Selección Sub-23 de Estados Unidos en 2 ocasiones anotando 1 gol.
- Ha sido internacional con la Selección Sub-20 de Estados Unidos en 4 ocasiones.

## Clubes
| Club                   | País           | Año         |
| ---------------------- | -------------- | ----------- |
| Tecos de la UAG        | México         | 2005 - 2011 |
| Seattle Sonders        | Estados Unidos | 2011 - 2013 |
| Lobos BUAP             | México         | 2013 - 2014 |
| Wilmington Hammerheads | Estados Unidos | 2014 - 2015 |
| Tulsa Roughnecks FC    | Estados Unidos | 2015 - 2017 |
| Sacramento FC          | Estados Unidos | 2017        |
| Las Vegas Lights FC    | Estados Unidos | 2018 - 2019 |

## Estadísticas
| Club                           | Temporada     | Liga  | Liga  | Copa Nac. | Copa Nac. | Copa Inter. | Copa Inter. | Total | Total |
| Club                           | Temporada     | Part. | Goles | Part.     | Goles     | Part.       | Goles       | Part. | Goles |
| ------------------------------ | ------------- | ----- | ----- | --------- | --------- | ----------- | ----------- | ----- | ----- |
| Tecos de la UAG · México       | Clau. 2006    | 5     | 1     | -         | -         | -           | -           | 5     | 1     |
| Tecos de la UAG · México       | Aper. 2006    | 7     | 0     | -         | -         | -           | -           | 7     | 0     |
| Tecos de la UAG · México       | Clau. 2007    | 1     | 0     | -         | -         | -           | -           | 1     | 0     |
| Tecos de la UAG · México       | Aper. 2007    | 1     | 0     | -         | -         | -           | -           | 1     | 0     |
| Tecos de la UAG · México       | Clau. 2008    | 1     | 0     | -         | -         | -           | -           | 1     | 0     |
| Tecos de la UAG · México       | Aper. 2009    | 6     | 0     | -         | -         | -           | -           | 6     | 0     |
| Tecos de la UAG · México       | Bice. 2010    | 3     | 0     | -         | -         | 1           | 0           | 4     | 0     |
| Tecos de la UAG · México       | Aper. 2010    | 14    | 2     | -         | -         | -           | -           | 14    | 2     |
| Tecos de la UAG · México       | Total         | 36    | 3     | 0         | 0         | 1           | 0           | 37    | 3     |
| Seattle Sonders Estados Unidos | 2011          | 6     | 2     | 0         | 0         | 2           | 0           | 8     | 2     |
| Seattle Sonders Estados Unidos | 2012          | 10    | 1     | 4         | 3         | 5           | 4           | 19    | 8     |
| Seattle Sonders Estados Unidos | 2013          | 0     | 0     | -         | -         | -           | -           | 0     | 0     |
| Seattle Sonders Estados Unidos | Total         | 16    | 3     | 4         | 3         | 7           | 4           | 27    | 10    |
| Total carrera                  | Total carrera | 52    | 6     | 4         | 3         | 8           | 4           | 64    | 13    |

## Palmarés

### Campeonatos nacionales
| Título                   | Club                | País           | Año  |
| ------------------------ | ------------------- | -------------- | ---- |
| Lamar Hunt U.S. Open Cup | Seattle Sonders     | Estados Unidos | 2011 |
| Lamar Hunt U.S. Open Cup | Seattle Sonders     | Estados Unidos | 2014 |
| Supporter's Shield       | Seattle Sounders FC | Estados Unidos | 2014 |